# Arachis correntina
Arachis correntina är en ärtväxtart som först beskrevs av Arturo Erhardo Erardo Burkart, och fick sitt nu gällande namn av Antonio Krapovickas och Walton Carlyle Gregory. Arachis correntina ingår i släktet jordnötter, och familjen ärtväxter. Inga underarter finns listade i Catalogue of Life.